# Ophioneurus
Ophioneurus  (лат.) — род паразитических наездников семейства Trichogrammatidae надсемейства Chalcidoidea отряда Перепончатокрылые насекомые.
Паразитируют на яйцах жуков-трубковёртов (Attelabidae). Усики с 5-члениковой удлиненной булавой. 9 видов.
- Ophioneurus kurdjumovi Zakhvatkin 1953
- Ophioneurus lateralis Lin 1994
- Ophioneurus longiclavatus Viggiani 1974
- Ophioneurus longicostatus Lin 1994
- Ophioneurus nigrivena  (Girault 1930)
- Ophioneurus nullus  Lin 1994
- Ophioneurus signatus Ratzeburg 1852
- Ophioneurus spinosus Kryger 1951
- Ophioneurus xanthurus Novicky 1940